# Chamaraja Wodeyar
Chamaraja Wadiyar X (Mysore, 22 febbraio 1863 – Calcutta, 28 dicembre 1894) fu maharaja di Mysore dal 1881 al 1894.

## Biografia

### Adozione e ascesa al trono
Chamaraja nacque nel vecchio palazzo reale di Mysore il 22 febbraio 1863, terzo figlio del Sardar Chikka Krishnaraj Urs, del ramo della famiglia reale dei Bettada-Kote. Suo padre morì poche settimane prima della sua nascita, mentre sua madre, Rajkumari Sri Puta Ammani Avaru, era la figlia maggiore del maharaja Krishnaraja Wodeyar III di Mysore. A seguito della mancanza di eredi maschi, Krishnaraja Wadiyar decise di adottare il nipote Chamaraja. L'atto venne ufficializzato il 18 giugno 1865 e venne riconosciuto dal governo britannico il 16 aprile 1867.
Krishnaraja Wadiyar III morì il 27 marzo 1868, e Chamaraja Wadiyar ascerse al trono con l'incoronazione che ebbe luogo il 23 settembre di quell'anno al palazzo reale di Mysore. Ad ogni modo, sin dal 1831, il regno di Mysore si trovava sotto la diretta amministrazione del British Raj. Successivamente, il consiglio privato del Regno Unito aveva ordinato alla Compagnia delle Indie Orientali britannica di annettere Mysore. Con la "Rendition of 1881," lo stato di Mysore venne ricostituito e restaurato alla dinastia Wadiyar.

### Regno

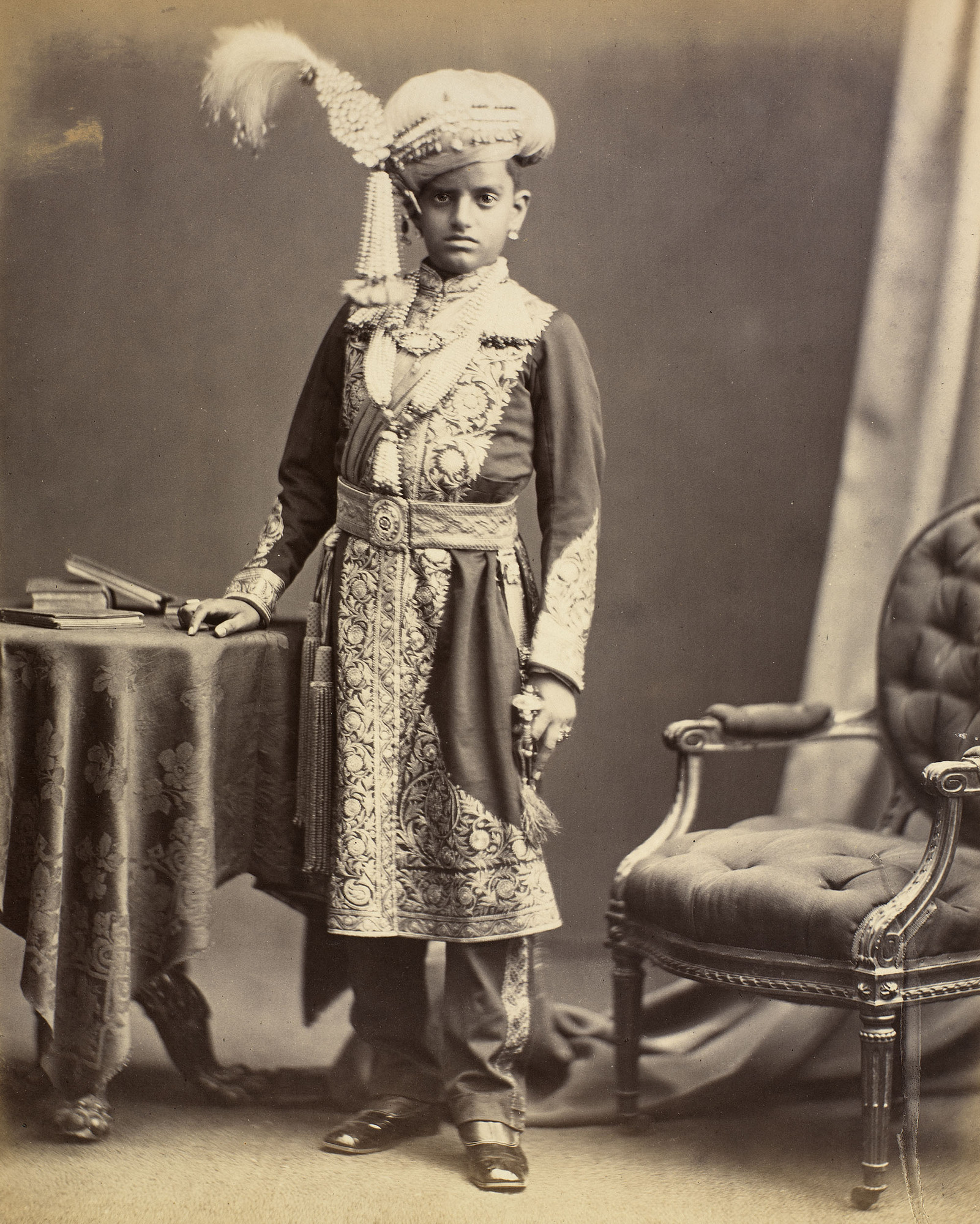
Il giovane Chamarajendra Wadiyar X nel 1877

Chamaraja Wadiyar fu il 23º maharaja di Mysore. Anche se il suo regno fu uno dei più brevi del paese, egli lasciò un segno indelebile del suo passaggio anche nell'attuale stato di Karnataka, erede dello storico Mysore.
Nel 1881 egli istituì l'assemblea rappresentativa di Mysore, la prima assemblea legislativa moderna in uno stato principesco indiano. Egli sponsorizzò il viaggio di Swami Vivekananda a Chicago nel 1893. Egli diede la possibilità anche alle donne di essere educate nelle scuole e fondò la Kannada Bashojjivini School. Egli diede il colpo d'inizio per l'industrializzazione del paese istituendo molte scuole per operai e iniziò la tradizionale Dasara Industrial Exhibition, una mostra annuale di prodotti industriali. Egli fondò anche il banco agricolo per aiutare i contadini a finanziare la loro attività e l'assicurazione sulla vita per gli impiegati statali.
Chamaraja Wadiyar fu anche un attivo costruttore di edifici tra Mysore e Bangalore, tra i quali ricordiamo:
- Bangalore Palace
- Lalbagh Glass House
- Oriental Research Institute
- Maharaja College, Mysore
- Maharaja's Sanskrit School
- Government Office
- Lansdown Bazaar
- Dufferin Tower
- Mysore Zoo
- Fern Hill Palace (Ooty).

### Patrono delle arti e della musica
Chamaraja Wadiyar fu un grande patrono delle arti e della musica e come tale anche la sua corte pullulò di artisti quali Veena Subbanna, Veena Seshanna, K. Vasudevacharya, Veena Padmanabiah, Mysore Karigiri Rao e Bidaram Krishnappa.
Il Maharaja stesso era un virtuoso del violino ed era solito accompagnare i vocalizzi carnatici di Veena Subbanna e Veena Sheshanna. Tra i suoi kriti favoriti si ricordano "Sujana Jeevana" e "Lavanya Rama."

### La famiglia
Nel maggio del 1878, Chamaraja Wadiyar sposò Vani Vilasa Sannidhana Kempananja Ammani Avaru, figlia di Arasu di Kalale, uno dei più ricchi nobili del Mysore. La coppia ebe quattro figli e tre figlie di cui solo i seguenti sopravvissero all'età adulta:
- Krishnaraja Wadiyar IV, successore del padre come Mahraja di Mysore.
- Kanteerava Narasimharaja Wadiyar, padre di Jayachamaraja Wodeyar
- Jayalakshmi Ammani, (1881-1924), sposò nel 1897, il più giovane dei suoi zii materni, Sardar Kantaraj Urs, Dewan di Mysore tra il 1919-1922.
- Krishnaraja Ammani, (1883-1904), sposò nel 1896, il colonnello Devaraj Urs, ufficiale d'esercito e Arasu di Bagle nel Mysore.
- Chaluvaja Ammani (1886-1934), sposò nel 1900, Sardar M. Lakshmikanta Raj Urs, nobiluomo di Mysore.

### La morte
Chamaraja Wodeyar morì di difteria a Calcutta, il 28 dicembre 1894 alla sola età di 31 anni. Egli venne succeduto dal figlio di appena 10 anni, Krishnaraja Wodeyar IV. Sua moglie, Vani Vilasa Devi, operò come reggente di Mysore durante la minore età del loro figlio.